# Threshold breaking
Threshold braking é o limite de travagem. É uma técnica de condução mais comum usada em carros de corrida (automobilismo), e também praticada em veículos rodoviários ao abrandar um veículo, a taxa de utilização otimizada dos travões. Esta é majoritariamente utilizada nos veículos sem um sistema de travagem antibloqueio (ABS) instalado, que regula automaticamente a pressão dos freios quando é detectado o travamento das rodas. 
A técnica envolve o condutor controlar o pedal do freio com leves pressões para maximizar a força de travagem desenvolvida pelos pneus. A quantidade ideal de força de travagem é desenvolvida no momento em que o volante começa a escorregar. A travagem para além desse ponto faz com que o pneu e o asfalto crie uma lâmina e os atritos entre a aderência dos pneus e condução na superfície seja reduzido, fazendo o motorista ou piloto de passageiro do veículo. O objetivo do Threshold Braking é manter o maior tempo possível os pneus rodando na superfície, sem travar e/ou escorregar na quantidade ideal, no valor máximo que produz o atrito e, portanto, força de travagem. 
Quando as rodas estão travadas e arrastando, o piloto não tem o controle da direção do veículo, e nem de poder desviar de algum objeto.
Quando as rodas estão travadas, normalmente numa situação de emergência, o veículo tende a ir reto. Não tendo atrito das rodas com a superfície, o mesmo não tem mobilidade. Por isso essa técnica consiste em apertar e soltar o freio (bombando), fazendo com que o veículo esteja sendo freiado, e com controle. O pé do condutor simula um "ABS humano", dando leves toques, no pedal.